# Rosetta (űrszonda)
A Rosetta az Európai Űrügynökség űrszondája, melynek fő célja, hogy közelről megvizsgálja a 67P/Csurjumov–Geraszimenko üstököst. 2004. március 2-án magyar idő szerint 8:17-kor (7:17 UTC) indították egy Ariane–5 G+ hordozórakétával. 2014. november 12-én este  az űrszonda Philae leszállóegysége sikeresen landolt az üstökösön, a Földtől 500 millió kilométerre, és sikerült szigonyokkal rögzítenie magát a távoli égitest felszínén.
Bár az elején sikeresnek ítélték a landolást, az adatfeldolgozás és a visszajelzések meghibásodásra utaltak. A napelemek nem töltődtek, és az első képek alapján egyértelművé vált, hogy az egység rossz helyen szállt le. Leszállás közben a szigonyok nem lőttek ki és nem fogták meg a leszállóegységet, így az elpattant. A műszerek három pattanást is regisztráltak, a Philae végül egy sötét vágat oldalában landolt. 52 óra elteltével az energiacellák kimerültek, és az egység alvó üzemmódba kapcsolt. 2015. július 9-én a leszállóegység újra bejelentkezett, adatokat küldött, de továbbra is rossz helyzete miatt az összeköttetés ismét megszakadt. A következő kapcsolattartásra alkalmas időpontban a Philae már ismét alvó üzemmódban volt. A leszállóegység azóta sem ébredt fel, és a programot vezető tudósok 2016. február 12-én bejelentették, hogy már semmi esély nincs a leszállóegység aktivitására. A program 2016. szeptember 30-án ért véget, amikor az üzemanyagkészlete végét fogyasztó Rosetta, irányított manőver során az üstökösbe csapódott.

## Felépítése
Az űrszonda egy keringő egységből (melyet a rosette-i kőről neveztek el) és egy Philae nevű leszállóegységből áll. Utóbbi a felszínre való leszállásával az üstökös magján közvetlen felszíni mérésekre és tanulmányozására szolgál. A leszállóegységen lévő tíz műszer és a szolgálati egységek, valamint a keringő egység tizenegy tudományos műszer tervezéséhez, fejlesztéséhez, valamint megépítéséhez magyar szakértők is hozzájárultak:
- MTA Wigner Fizikai Kutatóközpont (korábbi KFKI RMKI) és SGF Kft: a Philae leszállóegység hibatűrő fedélzeti vezérlő és adatgyűjtő számítógépének fejlesztése
- Wigner FK öt különböző mérőberendezést tartalmazó plazma-mérőrendszer fejlesztésében való részvétel, amely a Rosetta orbiter műszere
- MTA Energiatudományi Kutatóközpont (korábbi KFKI AEKI): a Philae leszállóegység két tudományos műszer tervezése és elkészítése
- Budapesti Műszaki és Gazdaságtudományi Egyetem: a Philae leszállóegység fedélzeti energiaellátó és -elosztó rendszer tervezése[5]

## A küldetés története
A szonda eredetileg 2003. január 13-án indult volna a 46 P/Wirtanen üstököshöz, de az Ariane–5 rakétaprogram nehézségei miatt ezt elhalasztották 2004 márciusáig.
2004. március 2.
Start, magyar idő szerint 8:17-kor (7:17 UT)
2005. március 4.
Első elrepülés a Föld mellett, a felszín felett 1954 km magasságban. A manővert számos amatőrcsillagász is megörökítette.
2007. február 25.
A Mars mellett repült el.
2007. november 13.
Másodszor repült el a Föld mellett.
2008. július 3.
Aktiválták a szondát a kisbolygó-randevú előtt, megkezdik a műszerek kalibrációját. Ezután pontosították a kisbolygó pályáját, hogy az űrszonda megfelelő manőverezéssel a tervezett távolságban haladhasson el mellette, felvették a pontos fénygörbét, ez alapján meghatározták az égitest közelítő alakját.
2008. augusztus 4. – szeptember 4.
Optikai navigáció: a szonda műszereinek segítségével pontosabban meghatározzák a kisbolygó helyzetét, majd módosítják a szonda pályáját.
2008. szeptember 5.
Elhaladás a 2867 Šteins kisbolygó mellett, 800 km távolságban. Az automatikus adatgyűjtés közben meghibásodott az OSIRIS kamerarendszer kis látószögű kamerája (NAC), így ez nem tudta elkészíteni a tervezett, 16 méter felbontású képeket, a nagy látószögű kamera (WAC) rendben működött. A bolygó alakja jól egyezett a földi megfigyelésekből számítottal, felszínén egy nagy becsapódási kráter mellett egy krátersorozat is megfigyelhető, melyet a becsapódás előtt darabjaira esett test okozhatott.
2009. november 13.
Harmadszor repül el a Föld mellett
2010. július 10.
21 Lutetia kisbolygó megközelítése 3170 km-re (az OSIRIS 462 képet készített róla)
2011. június – 2014. január
Hibernáció - 2011 júniusában 52 felvételt készít 13 óra alatt, az ezekből összeállított képen egyetlen fénypontként feltűnik az ekkor 160 millió km-re lévő üstökös.
2014. január – május
Az üstökös megközelítése
2014. július
Az üstökös feltérképezése
2014. augusztus 6.
Az üstökös megközelítése 100 km-re. További megfigyelésre van szükség, mert az üstökös alakja, ami két különálló darabból áll, a leszállást kényesebbé teszi.
2014. november 12.
A Philae leszállása az üstökös felszínére.  A Twitteren magyarul is olvasható a leszállóegység üzenete: Landoltam! Az új címem: 67P! 
2014. november – 2015. december
Tovább kíséri az üstököst a Nap körüli pályáján
2016. szeptember 30.
A küldetés véget ért, miután a hajtóanyagából kifogyó Rosetta irányított manőver során becsapódott a Csurjumov–Geraszimenko üstökösbe.

## Leszállás az üstökösre
A Rosettát irányító csoport az űrszonda leszállóegységének a leszállási utasítását november 12-én adta meg, majd a Philae kb. 7 órás ereszkedés után megérkezett az üstökös felszínére.

### Philae leszállóegység

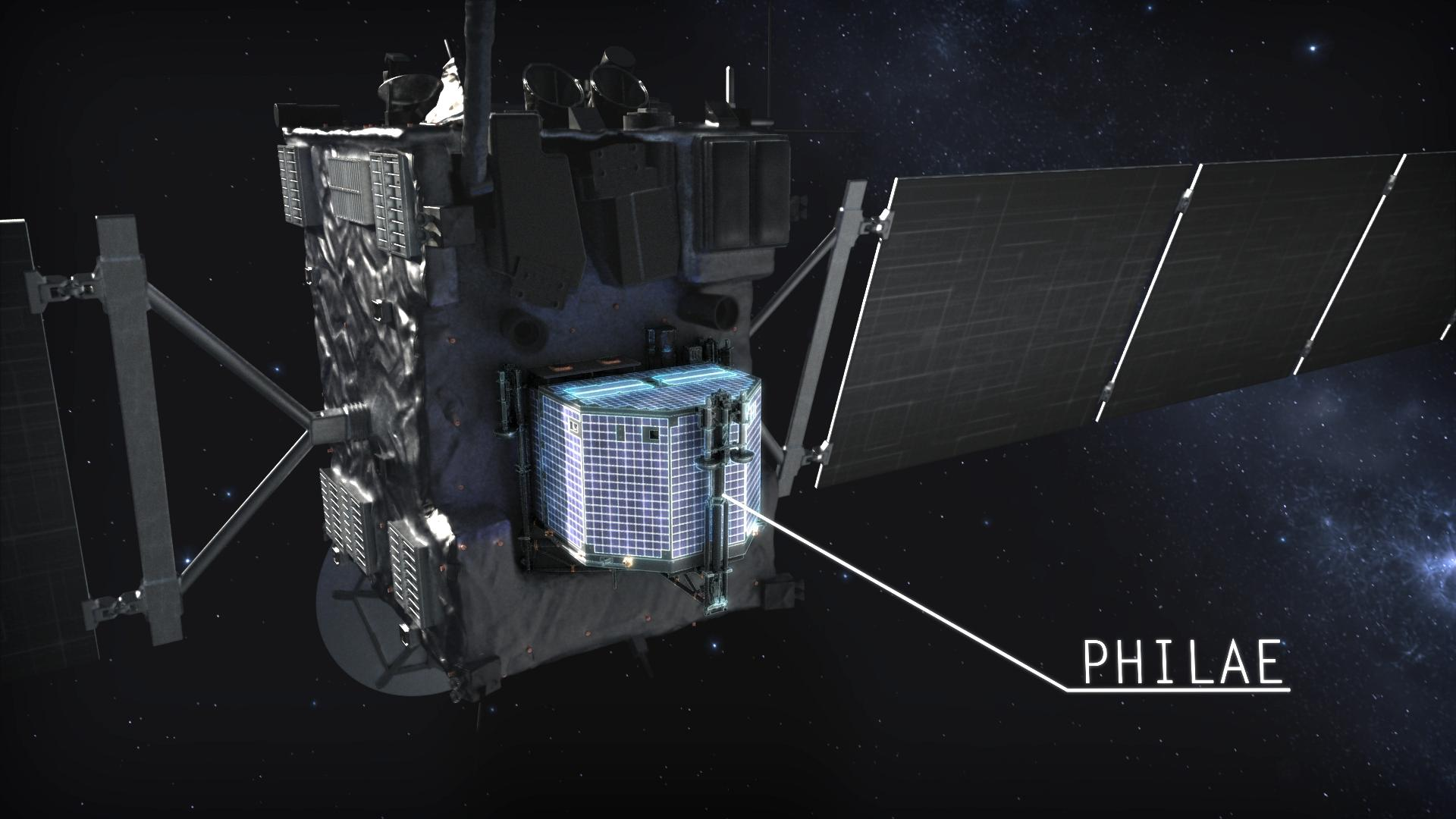
Philae a Rosettára erősítve
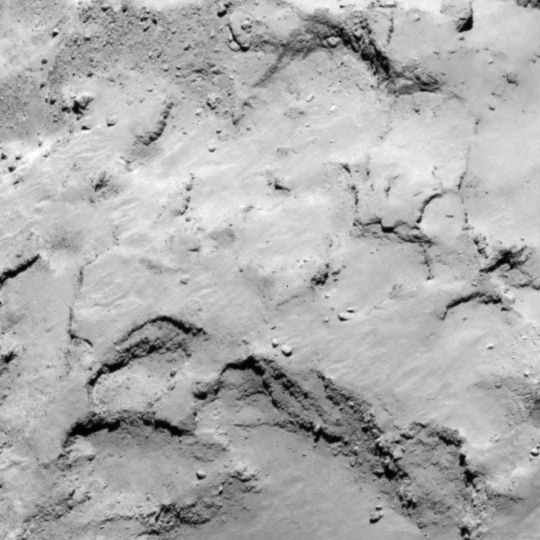
A tervezett leszállási hely, melynek neve Agilkia
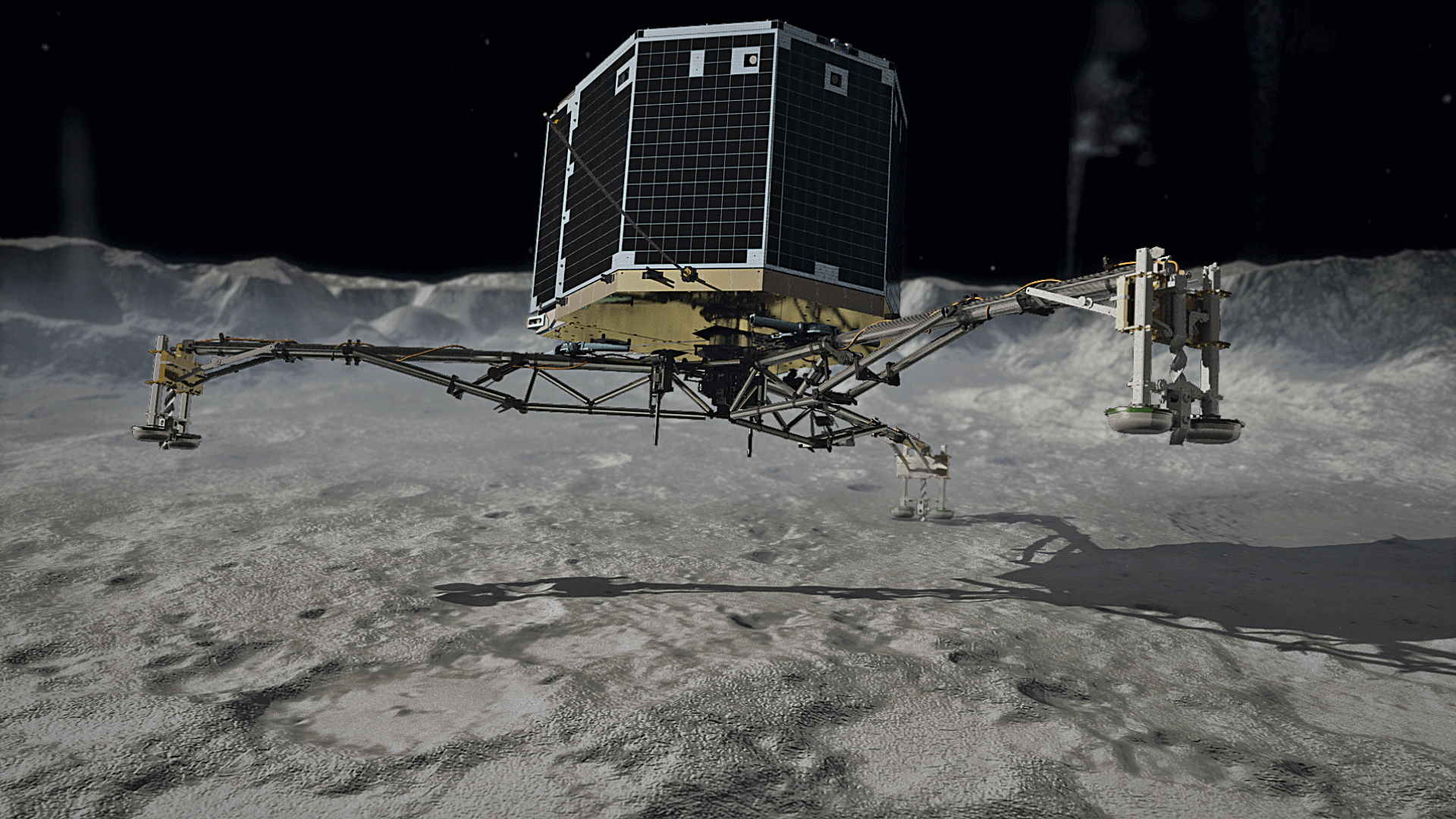
A Philae leszállásáról készült elképzelés (rajz)
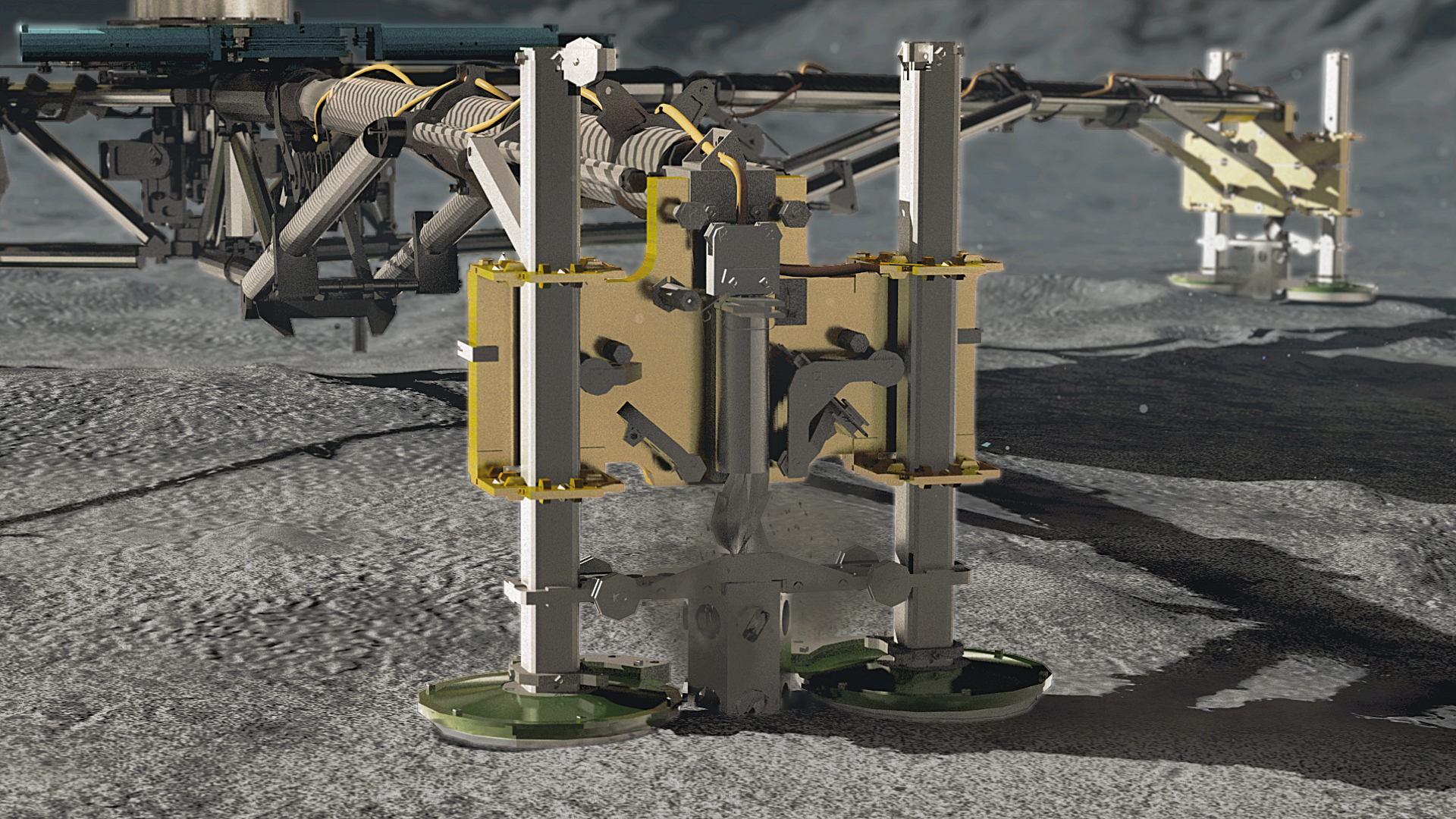
A Philae támasz-végződései, csavaros megoldással